# چزانو مادرنو
چزانو مادرنو (به ایتالیایی: Cesano Maderno) یک شهر و شهرستان (کومونه) در ایتالیا است که در استان مونتزا و بریانتزا در ناحیه لمباردی واقع شده‌است.

## ویژگی‌ها
چزانو مادرنو ۱۱ کیلومترمربع مساحت و ۳۷٬۲۹۱ نفر جمعیت دارد و ۱۹۸ متر بالاتر از سطح دریا واقع شده‌است.

## خواهرخواندگان
شهرهای والنسه، کامپوماجوره و چرنیوتسی خواهرخوانده‌های چزانو مادرنو هستند.